# Любецкий, Вадим Александрович
Вадим Александрович Любецкий (род. 17 сентября 1982 года) — российский дизайнер, член-корреспондент РАХ (2020).

## Биография
Родился 17 сентября 1982 года, живёт и работает в Москве.
В 2003 году — окончил Московский государственный областной университет.
В 2020 году — избран членом-корреспондентом Российской академии художеств от Отделения дизайна.
С 2019 года — заместитель Президента РАХ, с 2021 года — член Президиума РАХ.
С 2016 года — член Международной общественной ассоциации «Союз дизайнеров».
Участник Всероссийского образовательного форума «Таврида» (2016), проектов «Школа идентичности городов» (2018), «Ночь искусств 2019 в ЦДД», «Mankind’s Fragile Heritage (2020)», «Синтез искусств в сфере дизайна» (2021).

## Награды
- Благодарность РАХ (2019, 2021)